# Allah Bair - Capidava
Allah Bair - Capidava (în forma română Alabair-Capidava) este o arie de protecție specială avifaunistică constituită în vederea conservării mai multor specii de păsări migratoare și de pasaj. Aceasta este situată în sud-estul României, pe teritoriile județelor Constanța și Ialomița

## Localizare
Aria naturală se întinde în extremitatea vestică a județului Constanța (pe teritoriile administrative ale comunelor Crucea, Seimeni, Siliștea și Topalu) și cea estică a județului Ialomița (pe teritoriile comunelor Bordușani și Făcăeni) și este străbătută de drumurile județene DJ223 (Topalu - Seimeni) și DJ224 (Crucea - Băltăgești).

## Înființare
Instituirea regimului de arie naturală protejată pentru situl „Allah Bair - Capidava” s-a făcut prin Hotărârea  de Guvern nr. 1284 din 24 octombrie 2007 (privind declararea ariilor de protecție specială avifaunistică ca parte integrantă a rețelei ecologice europene Natura 2000 în România). Situl se întinde pe o suprafață de 11.715,7 ha. și include rezervația naturală Dealul Alah Bair (10 ha).
Aria protejată este încadrată în bioregiunea geografică stepică a Podișului Dobrogei, în Podișul Tortomanu, subdiviziune geomorfologică a Podișului Dobrogei de Sud). Aceasta reprezintă o zonă naturală (păduri de foioase, păduri de amestec, pajiști naturale, stepe, râuri, lacuri, vii și livezi) aflată pe malurile Dunării; ce asigură condiții prielnice de hrană, cuibărit și viețuire pentru mai multe specii de păsări în timpul migrațiilor.

## Biodiversitate
Situl dispune de clase de habitate constituite din păduri mixte, păduri caducifoliate, ape dulci continentale (stătătoare și curgătoare), pajiști ameliorate și culturi cerealiere extensive. La baza desemnării acestuia se află mai multe specii avifaunistice protejate la nivel european prin  Directiva CE 147/CE (anexa I-a) din 30 noiembrie 2009 și Directiva 79/409/CEE din 2 aprilie 1979 (privind conservarea păsărilor sălbatice) sau aflate pe lista roșie a IUCN.

### Avifaună

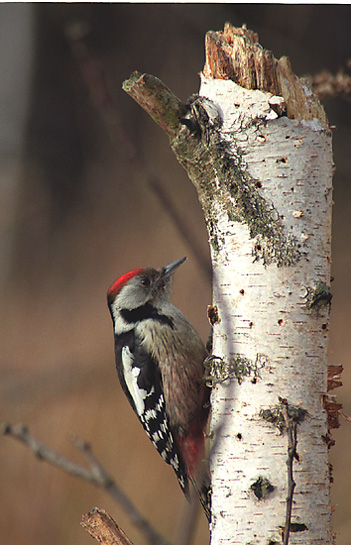
Ciocănitoare de stejar

Specii de păsări: acvilă țipătoare mică (Aquila pomarina), pescăruș albastru (Alcedo atthis), fâsă de câmp (Anthus campestris), fâsă de pădure (Anthus trivialis), uliu cu picioare scurte (Accipiter brevipes), uliu păsărar (Accipiter nisus), gârliță mare (Anser albifrons), ciuf de pădure (Asio otus), ciocârlie de câmp (Alauda arvensis), buhai de baltă (Botaurus stellaris), pasărea ogorului (Burhinus oedicnemus), bufniță (Bubo bubo), șorecar-mare (Buteo rufinus), șorecar comun (Buteo buteo), barză neagră (Ciconia nigra), barză albă (Ciconia ciconia), șerpar (Circaetus gallicus), erete vânăt (Circus cyaneus), erete alb (Circus macrourus), erete cenușiu (Circus pygargus), erete de stuf (Circus aeruginosus), chirighiță-cu-obraz-alb (Chlidonias hybridus), chirighiță neagră (Chlidonias niger), caprimulg (Caprimulgus europaeus), dumbrăveancă (Coracias garrulus), ciocârlie-cu-degete-scurte (Calandrella brachydactyla), prepeliță (Coturnix coturnix), porumbel de scorbură (Columba oenas), porumbel gulerat (Columba palumbus), cuc (Cuculus canorus), florinte (Carduelis chloris), sticlete (Carduelis carduelis), scatiu (Carduelis spinus), cânepar (Carduelis cannabina), ciocănitoare neagră (Dryocopus martius), ciocănitoare de stejar (Dendrocopos medius), ciocârlie-cu-degete-scurte (Calandrella brachydactyla), presură de grădină (Emberiza hortulana), vânturel de seară (Falco vespertinus), muscar gulerat (Ficedula albicollis), muscar mic (Ficedula parva), rândunică de hambar (Hirundo rustica), ciocârlan (Galerida cristata), pescăruș mic (Larus minutus), ciocârlia de pădure (Lullula arborea), sfrâncioc roșiatic (Lanius collurio), sfrânciocul cu frunte neagră (Lanius minor), pescăruș râzător (Larus ridibundus), sfrâncioc mare (Lanius excubitor), pescăruș argintiu (Larus cachinnans), gaie neagră (Milvus migrans), ciocârlanul de Bărăgan (Melanocorypha calandra), prigoare (Merops apiaster), codobatură albă (Motacilla alba), presură sură (Miliaria calandra), pietrar negru (Oenanthe pleschanka), ciocănitoarea verzuie (Picus canus), lăstun de mal (Riparia riparia), chiră de baltă (Sterna hirundo), turturică (Streptopelia turtur), mărăcinar (Saxicola rubetra), mărăcinar negru (Saxicola torquata), silvia cu cap negru (Sylvia atricapilla), silvia de câmpie (Sylvia communis), silvia de zăvoi (Sylvia borin), călifar alb (Tadorna tadorna), mierlă (Turdus merula), sturz (Turdus pilaris), sturzul cântător (Turdus philomelos), sturzul viilor (Turdus iliacus), sturzul de vâsc (Turdus viscivorus) și pupăză (Upupa epops).

### Ierburi și flori
Printre raritățile floristice semnalate în arealul sitului se află mai multe specii protejate; dintre care unele enumerate în anexa I-a a Directivei Consiliului European 92/43/CE din 21 mai 1992 (privind conservarea habitatelor naturale și a speciilor de faună și floră sălbatică); astfel: clopoțel dobrogean (Campanula romanica), buruiana cu cinci degete (Potentilla emilii-popii) și sisinei (Pulsatilla grandis), coada șoricelului (Achillea leptophylla), hajmă păsărească (Allium flavum ssp. tauricum), vătămătoare (Anthyllis vulneraria ssp. boissieri), coșaci pubiflori (Astragalus pubiflorus), scai (Centaurea gracilenta), drob (Chamaecytisus lindemannii), brândușe (Colchicum fominii, Colchicum triphyllum, Crocus reticulatus), morcov de stepă (Daucus guttatus ssp. zahariadii), nemțișor (Delphinium fissum), ceapa ciorii (Gagea bulbifera), dulcișor (Hedysarum grandiflorum), siminoc (Helichrysum arenarium ssp. ponticum), limba mării (Iberis saxatilis), stânjenei (Iris suaveolens), mușcata dracului (Knautia macedonica), in (Linum tauricum), osu iepurelui (Ononis pusilla), paronihie capitată (Paronychia cephalotes), trandafir (Rosa turcica), valentiță (Tanacetum millefolium), fetică (Valerianella pumila) sau păiuș (Festuca callieri).

## Vulnerabilitate
Presiunea antropică asupra sitului este una destul de ridicată datorită defrișărilor masive și amplasarea unor turbine eoliene. Vulnerabilitatea ariei protejate se datorează mai multor factori umani; astfel: cultivarea intensivă a terenurilor (utilizarea excesivă a îngrășămintelor chimice) în defavoarea lucrării suprafețelor agricole în mod tradițional și fertilizarea solului cu îngrășăminte naturale, desecarea suprafețelor umede, braconajul, turismul necontrolat, periclitarea habitatelor seminaturale (pajiști) odată cu renunțarea la pășunat și cosit, poluarea apei și solului.

## Căi de acces
- Drumul național DN2A, pe ruta: Constanța - Mihail Kogălniceanu - Dorobanțu - Gălbiori - Crucea - drumul județean DJ224 în direcția Băltăgești.

## Monumente și atracții turistice
- Castrul roman Capidava
- Villa rustica de la Capidava